# Nova Aurora

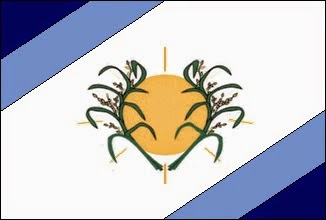

Nova Aurora est une municipalité brésilienne de l'État de Goiás et la microrégion de Catalão.